# Friedrich Johann von Ledebur
Friedrich Johann von Ledebur († 5. Januar 1758 in Stade) war ein königlich britischer und kur-braunschweig-lüneburgischer Generalmajor sowie Chef eines Infanterie-Regiments.
Er stieg im Regiment Borg bis zu der Stelle eines Obersts auf. Als im Juli 1748 das Regiment des verstorbenen Leopold von Hohorst geteilt wurde, erhielt er ein Bataillon, das zu einem besonderen Regiment gemacht wurde. Im März 1757 wurde er Generalmajor. Er kämpfte im Siebenjährigen Krieg gegen die Franzosen und starb im Januar 1758 in Stade an einem Schlaganfall.